# Tobago Cays

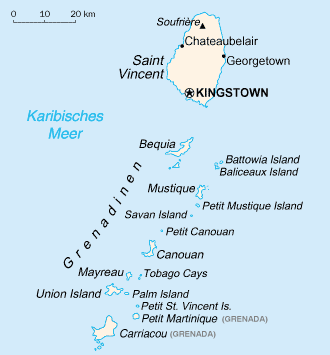
Lägeskarta över Tobago Cays

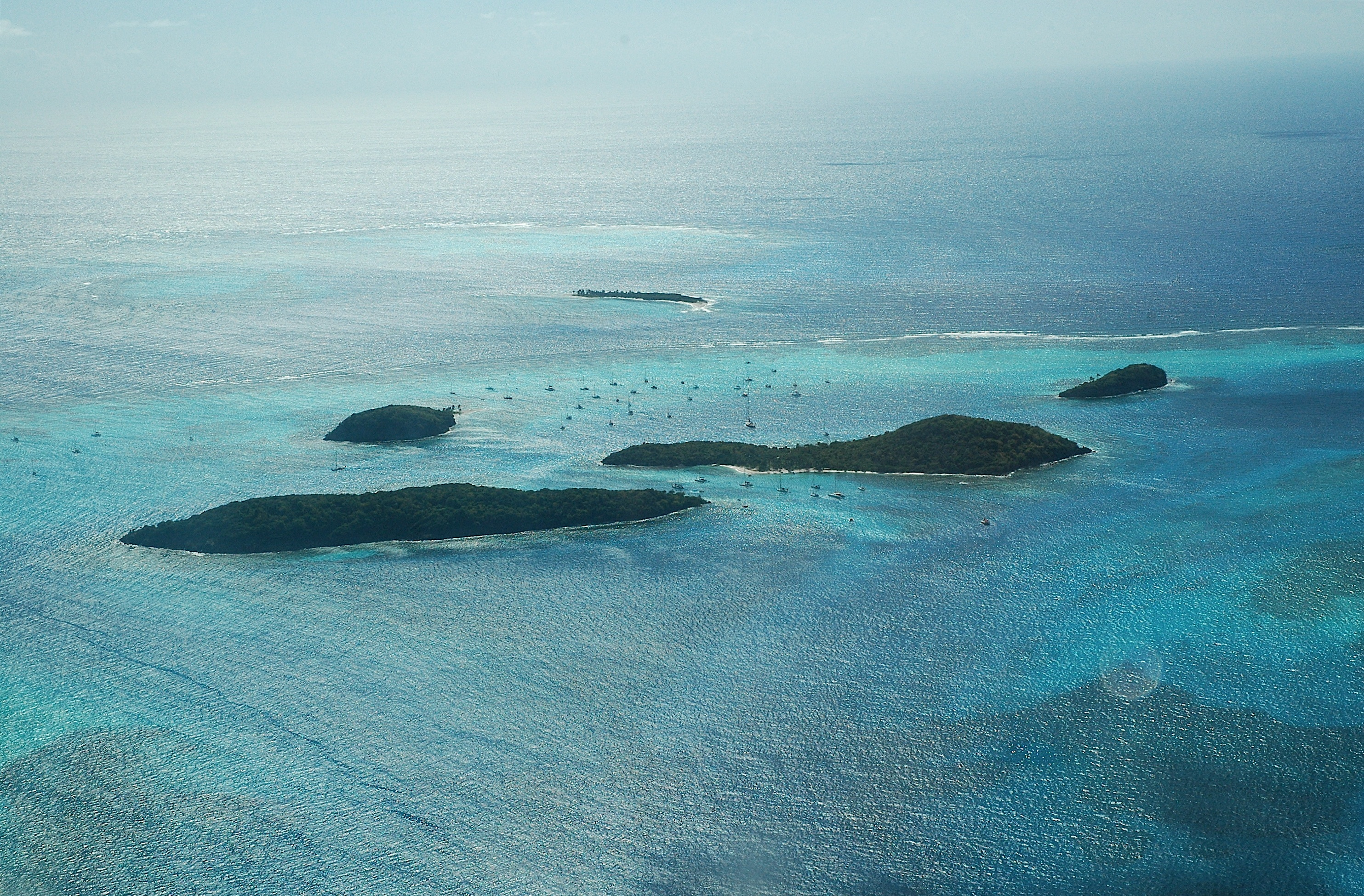
Blick över Tobago Cays

Tobago Cays är en liten ögrupp i ögruppen Grenadinerna bland de södra Små Antillerna i Karibiska havet i Västindien. Öarna tillhör Saint Vincent och Grenadinerna.

## Geografi
Tobago Cays ligger cirka 60 km sydväst om huvudön Saint Vincent, cirka 7 km nordöst om ön Union Island och cirka 2 km väster om Mayreau Island. De obebodda öarna har en areal om cirka 1,5 km² och ögruppen omfattar 5 mindre öar.
- Petit Rameau, huvudön, cirka 1,0 km²
- Baradal
- Petit Bateau
- Jamesby Island
- Petit Tabac

Ögruppen omges av korallrevet Horseshoe Reef med ytterligare rev Egg Reef och World's End Reef öster om området samt Mayreau Gardens mot väst.
Öarna kan endast nås med fartyg då de saknar flygplats, det finns dagliga färjeförbindelser med grannöarna Union Island och Canouan Island.

## Historia
Hela St Vincent löd under England mellan åren 1627 till 1673 varefter det utropades till neutralt territorium efter ett fördrag mellan England och Frankrike. År 1762 invaderade England öarna igen tills landet blev oberoende nation 1979.
1997 utnämndes Tobago Cays till naturreservatet Tobago Cays Marine Park. Öarna var i privat ägo sedan 1700-talet innan St Vincent och Grenadinerna återköpte området 1999 och införlivade öarna i naturreservatet.
2002 spelades delar av filmen "Pirates of the Caribbean - Svarta Pärlans förbannelse" in på ön Petit Tabac.